# Tiro esportivo nos Jogos Pan-Americanos de 2011 - Pistola 25 m feminino
A competição da pistola 25 m feminino foi um dos eventos do tiro esportivo nos Jogos Pan-Americanos de 2011, em Guadalajara. Foi disputada no Club Cinegético Jalisciense no dia 19 de outubro.
A brasileira Ana Luiza Mello ganhou a medalha de ouro após ficar em terceiro lugar na qualificação. As medalhas de prata e bronze ficaram, respectivamente, com a americana Sandra Uptagrafft e a venezuelana Maribel Piñeda.

## Calendário
Horário local (UTC-6).
| Data          | Horário | Fase         |
| ------------- | ------- | ------------ |
| 19 de outubro | 9:00    | Qualificação |
| 19 de outubro | 15:00   | Final        |

## Medalhistas
| Ouro   | BRA Ana Luiza Mello   |
| Prata  | USA Sandra Uptagrafft |
| Bronze | VEN Maribel Piñeda    |

## Resultados

### Qualificação
| Pos. | Atiradora            | País                         | Precisão | Precisão | Precisão | Precisão | Tiro rápido | Tiro rápido | Tiro rápido | Tiro rápido | Total | Obs. |
| Pos. | Atiradora            | País                         | 1        | 2        | 3        | Subtotal | 1           | 2           | 3           | Subtotal    | Total | Obs. |
| ---- | -------------------- | ---------------------------- | -------- | -------- | -------- | -------- | ----------- | ----------- | ----------- | ----------- | ----- | ---- |
| 1    | Maribel Piñeda       | VEN Venezuela                | 99       | 95       | 97       | 291      | 92          | 92          | 96          | 280         | 571   | Q    |
| 2    | Teresa Meyer         | USA Estados Unidos           | 95       | 95       | 96       | 286      | 97          | 95          | 97          | 289         | 570   | Q    |
| 3    | Ana Luiza Mello      | BRA Brasil                   | 93       | 96       | 92       | 281      | 95          | 95          | 97          | 289         | 570   | Q    |
| 4    | Sandra Uptagrafft    | USA Estados Unidos           | 93       | 95       | 98       | 286      | 95          | 92          | 97          | 284         | 570   | Q    |
| 5    | Editzy Pimentel      | VEN Venezuela                | 96       | 91       | 93       | 280      | 96          | 96          | 95          | 287         | 567   | Q    |
| 6    | Lea Wachowich        | CAN Canadá                   | 93       | 96       | 96       | 285      | 92          | 96          | 93          | 281         | 566   | Q    |
| 7    | Laina Pérez          | CUB Cuba                     | 91       | 94       | 98       | 283      | 94          | 92          | 96          | 282         | 565   | Q    |
| 8    | Rosa Zuñiga          | MEX México                   | 93       | 96       | 94       | 283      | 93          | 94          | 95          | 282         | 565   | Q    |
| 9    | Amanda Mondol        | COL Colômbia                 | 94       | 92       | 92       | 278      | 90          | 98          | 96          | 284         | 562   |      |
| 10   | Diana Durango        | ECU Equador                  | 91       | 92       | 90       | 273      | 97          | 98          | 94          | 289         | 562   |      |
| 11   | Rachel Silveira      | BRA Brasil                   | 94       | 93       | 91       | 278      | 98          | 92          | 93          | 283         | 561   |      |
| 12   | Mariana Nava         | MEX México                   | 93       | 89       | 93       | 274      | 96          | 95          | 96          | 287         | 561   |      |
| 13   | Diana Osorio         | PER Peru                     | 96       | 93       | 94       | 283      | 89          | 93          | 95          | 277         | 560   |      |
| 14   | Delmi Cruz           | GUA Guatemala                | 87       | 90       | 90       | 267      | 97          | 98          | 97          | 292         | 559   |      |
| 15   | Evelyn Ríos          | CUB Cuba                     | 92       | 93       | 94       | 279      | 93          | 89          | 95          | 277         | 556   |      |
| 16   | Lucia Menéndez       | GUA Guatemala                | 90       | 93       | 95       | 278      | 90          | 93          | 94          | 277         | 555   |      |
| 17   | Miriam Quintanilla   | PER Peru                     | 91       | 91       | 90       | 272      | 96          | 89          | 93          | 278         | 550   |      |
| 18   | Adriana Rendón       | COL Colômbia                 | 93       | 92       | 97       | 282      | 85          | 89          | 91          | 265         | 547   |      |
| 19   | Violetta Szyszkowski | CAN Canadá                   | 94       | 93       | 90       | 287      | 89          | 90          | 90          | 269         | 546   |      |
| 20   | Rosario Piña Rosado  | DOM República Dominicana     | 94       | 93       | 91       | 278      | 83          | 91          | 87          | 261         | 539   |      |
| 21   | Lilian Castro        | ESA El Salvador              | 89       | 77       | 93       | 259      | 92          | 90          | 97          | 279         | 538   |      |
| 22   | Jenny Bedoya         | ECU Equador                  | 94       | 91       | 94       | 279      | 77          | 83          | 89          | 249         | 528   |      |
| 23   | Jennifer Reyes Genao | DOM República Dominicana     | 89       | 93       | 86       | 268      | 85          | 87          | 87          | 259         | 527   |      |
| 24   | Karen Noguerira      | ISV Ilhas Virgens Americanas | 90       | 93       | 91       | 274      | 86          | 83          | 84          | 253         | 527   |      |
| 25   | María Carolina Lagos | CHI Chile                    | 88       | 88       | 86       | 262      | 69          | 76          | 85          | 230         | 492   |      |

### Final
| Pos.              | Atiradora         | País               | Pontuação                                                                                      | Subtotal | Qualificação | Total | Obs. |
| ----------------- | ----------------- | ------------------ | ---------------------------------------------------------------------------------------------- | -------- | ------------ | ----- | ---- |
| Medalha de ouro   | Ana Luiza Mello   | BRA Brasil         | 9.9 10.0 10.1 10.1 9.9 10.6 9.8 10.4 10.8 10.1 10.6 10.2 9.1 10.3 10.7 10.6 9.8 10.1 10.7 10.1 | 203.9    | 570          | 773.9 | FPR  |
| Medalha de prata  | Sandra Uptagrafft | USA Estados Unidos | 10.3 10.4 10.6 10.4 10.0 8.9 9.7 10.7 9.7 9.8 10.7 10.5 9.7 9.8 9.1 10.5 10.5 10.4 9.7 8.4     | 199.8    | 570          | 769.8 |      |
| Medalha de bronze | Maribel Piñeda    | VEN Venezuela      | 10.4 9.8 10.1 9.7 10.5 9.1 9.8 10.0 10.1 8.6 10.1 9.9 10.5 10.3 10.2 10.9 10.2 9.2 9.5 8.9     | 197.8    | 571          | 768.8 |      |
| 4                 | Editzy Pimentel   | VEN Venezuela      | 10.7 10.3 8.7 9.5 10.5 10.7 9.3 10.3 10.1 10.7 9.5 9.7 10.6 10.5 8.9 9.7 10.3 10.6 10.5 10.3   | 199.8    | 567          | 768.4 |      |
| 5                 | Teresa Meyer      | USA Estados Unidos | 9.9 10.4 9.0 10.3 8.7 10.3 9.9 10.7 10.3 9.9 9.6 10.5 9.2 7.8 10.9 9.8 9.1 10.0 10.0 9.3       | 201.4    | 570          | 768.4 |      |
| 6                 | Laina Pérez       | CUB Cuba           | 10.7 10.4 9.6 10.2 10.7 10.4 10.4 10.7 10.2 8.9 8.9 10.3 10.1 9.8 10.2 9.8 10.1 10.2 8.2 9.7   | 199.5    | 565          | 764.5 |      |
| 7                 | Lea Wachowich     | CAN Canadá         | 7.3 9.8 9.5 9.4 8.6 10.1 9.6 10.3 9.8 9.5 10.0 9.1 10.3 9.5 9.8 8.7 10.6 9.7 9.5 10.2          | 191.3    | 566          | 757.3 |      |
| 8                 | Rosa Zuñiga       | MEX México         | 0.2 9.6 9.9 10.2 10.3 7.0 9.9 10.5 10.4 9.4 7.1 10.0 10.2 10.1 9.4 8.1 8.3 10.6 10.0 10.2      | 191.4    | 565          | 756.4 |      |